# Frieda Hempel
Frieda Hempel (Leipzig, 26 de juny de 1885 – Berlín, 7 d'octubre de 1955) va ser una soprano de coloratura alemanya. Molt estimada com a recitalista es va destacar en una varietat d'òperes, de Mozart a Wagner, de Verdi a Richard Strauss. Va cantar en l'Òpera de la Cort de Berlín a comanda del Kaiser Guillem II i en les més grans cases líriques d'Europa i Amèrica. També va cantar al Metropolitan Opera entre 1912 i 1919 i va ser la primera Mariscala d'El cavaller de la rosa en l'estrena a Nova York. En el Met va ser succeïda per Amelita Galli-Curci i sovint impersonava a la cèlebre Jenny Lind.